# 小花鹿角藤
小花鹿角藤（学名：Chonemorpha parviflora）是夹竹桃科鹿角藤属的植物。其种加词“parviflora”意为“小花的”。中国特有植物。分布在中国大陆的广西等地，一般生于山地杂木林中，模式标本采自上思。目前尚未由人工引种栽培。